# The Girls
«The Girls» —en español: «Las niñas»—, es el segundo sencillo del músico escocés Calvin Harris. Fue lanzado el 4 de junio de 2007, y precede la publicación de su álbum debut, I Created Disco. «The Girls» fue la única canción en alcanzar el puesto más alto en el Official UK Top 40, como el 10 de junio de 2007, donde «The Girls» alcanzó el puesto 3. Una versión «pirata» se filtró por uso compartido de archivos muchos meses antes de la publicación de I Created Disco.

## Video musical
El video muestra a un grupo de mujeres con pelucas de colores brillantes y pantaloncillos realizar una rutina de baile alrededor de Harris.

## Lista de canciones
Sencillo en CD Maxi
| Maxi CD (FLYEYE 005) |                                           |          |  |
| N.º                  | Título                                    | Duración |  |
| 1.                   | «The Girls» (Radio Edit)                  | 3:52     |  |
| 2.                   | «Rock N Roll Attitude»                    | 3:19     |  |
| 3.                   | «The Girls» (Groove Armada Remix)         | 8:04     |  |
| 4.                   | «The Girls» (Micky Slim's Bomb Squad Mix) | 7:09     |  |

Disco de vinilo de 12" (N° 1)
| 12" Vinyl 1 (FLYEYE 006) |                                           |          |  |
| N.º                      | Título                                    | Duración |  |
| 1.                       | «The Girls» (Album Version)               | 5:15     |  |
| 2.                       | «Rock N Roll Attitude»                    | 3:19     |  |
| 3.                       | «The Girls» (Micky Slim's Bomb Squad Mix) | 7:09     |  |

Disco de vinilo de 12" (N° 2)
| 12" Vinyl 2 (FLYEYE 009) |                                   |          |  |
| N.º                      | Título                            | Duración |  |
| 1.                       | «The Girls» (Groove Armada Remix) | 8:04     |  |
| 2.                       | «The Girls» (Groove Armada Dub)   | 7:47     |  |

iTunes
| iTunes Exclusive |                                         |          |  |
| N.º              | Título                                  | Duración |  |
| 1.               | «The Girls» (Pete Tong Radio 1 Session) | 5:11     |  |

## Estadísticas
| Estadísticas (2007)      | Posición máxima |
| ------------------------ | --------------- |
| Australian Singles Chart | 33              |
| Irish Singles Chart      | 23              |
| UK Singles Chart         | 3               |

## Versiones y remixes oficiales
- A cappella Version (3:15)
- Album Version / Original Mix (5:15)
- Acoustic Version (3:27)
- D La Rock & Niels Von Geyer Remix (5:41)
- Groove Armada Dub (7:47)
- Groove Armada Remix (8:04)
- Molella Remix (6:16)
- Micky Slim's Bomb Squad Mix (7:09)
- Napster Live Session (4:05)
- Pete Tong Radio 1 Session (5:11)
- Pornocult Remix (7:42)
- Pornocult Remix Edit (3:33)
- Q Live Session (3:17)
- Radio Edit (3:52)
- Samuele Sartini Radio Edit (3:51)
- Samuele Sartini Remix (6:04)
- Stonebridge Remix (6:39)

## Aparición en otros medios
- La canción es utilizada para la publicidad de America's Next Top Model en Network Ten, Australia.
- Para anunciar la adición de las dos hermanas Mitchell, Ronnie y Roxy en EastEnders, BBC 1, Reino Unido, y en el episodio 13 de Ugly Betty.
- La canción también fue utilizada en la producción de 2008, Royal Shakespeare Company de La fierecilla domada para introducir la obra.
- También ha sido utilizado en desfile de modas de Jean Paul Gaultier para su temporada Otoño/Invierno de 2009.